# Dušan Petković (siatkarz)
Dušan Petković (ur. 27 stycznia 1992 w Niszu) – serbski siatkarz, grający na pozycji atakującego.
Ma żonę Kristinę i dwójkę dzieci.

## Sukcesy klubowe
Liga serbska:
- 2010, 2012, 2013, 2014
- 2011

Puchar Serbii:
- 2011, 2013, 2014

Superpuchar Serbii:
- 2011, 2012, 2013

Liga francuska:
- 2015

## Sukcesy reprezentacyjne
Mistrzostwa Europy Kadetów:
- 2009

Mistrzostwa Europy Juniorów:
- 2010[8]

Mistrzostwa Świata Juniorów:
- 2011[9]

Mistrzostwa Świata U-23:
- 2013